# Аркејн (ТВ серија)
Аркејн (енгл. Arcane) је анимирана телевизијска серија коју су створили Кристијан Линке и Алекс Ји за Netflix. Радња се одвија у универзуму видео-игре League of Legends и прати сестре Вај и Џинкс. Састоји се од две сезоне које су приказиване од 6. новембра 2021. до 23. новембра 2024.
Добила је позитивне рецензије критичара, који су је назвали једнако атрактивном и за особе које никад нису играле League of Legends као и за њене вишегодишње обожаваоце. Неколико критичара и публикација прогласило је за једну од најбољих адаптација видео-игре икада направљених. Освојила је награду Еми за програм у ударном термину и награду Ени.

## Радња
Усред великог сукоба између градова Пилтовера и Зауна, две сестре се боре на супротним странама у рату измешу чаробних технологија и супротстављених уверења.

## Гласовне улоге
| Глумац          | Улога                   |
| --------------- | ----------------------- |
| Хејли Стајнфелд | Вајолет / Вај           |
| Ела Пернел      | Паудер / Џинкс          |
| Кевин Алехандро | Џејс Талис              |
| Кејти Лоу       | Кејтлин Кираман         |
| Токс Олагундоје | Мел Медарда             |
| Хари Лојд       | Виктор                  |
| Џејсон Спајсак  | Силко                   |
| Џеј-Би Бланк    | Вандер                  |
| Рид Шенон       | Еко                     |
| Мик Вингерт     | Сесил Б. Хајмердингер   |
| Елен Томас      | Амбеса Медарда          |
| Брет Такер      | др Корин Ревек / Синџед |
| Амира Ван       | Севика                  |

## Епизоде
| Сезона | Сезона | Епизоде | Епизоде | Оригинална објава | Оригинална објава  |
| Сезона | Сезона | Епизоде | Епизоде | Премијера         | Финале             |
| ------ | ------ | ------- | ------- | ----------------- | ------------------ |
|        | 1.     | 9       | 9       | 6. новембар 2021. | 20. новембар 2021. |
|        | 2.     | 9       | 9       | 9. новембар 2024. | 23. новембар 2024. |

### 1. сезона (2021)
| Део |   |                                        |                          |                              |                    |
| 1   | 1 | Добро дошли на игралиште               | Паскал Шаро и Арно Делор | Кристијан Линке и Алекс Ји   | 6. новембар 2021.  |
| 2   | 2 | Неке је тајне боље оставити нерешенима | Паскал Шаро и Арно Делор | Ник Ладингтон                | 6. новембар 2021.  |
| 3   | 3 | Основно насиље је потребно за промену  | Паскал Шаро и Арно Делор | Еш Бренон                    | 6. новембар 2021.  |
| Део |   |                                        |                          |                              |                    |
| 4   | 4 | Срећан дан напретка!                   | Паскал Шаро и Арно Делор | Дејвид Дан                   | 13. новембар 2021. |
| 5   | 5 | Свако жели да буде мој непријатељ      | Паскал Шаро и Арно Делор | Аманда Овертон               | 13. новембар 2021. |
| 6   | 6 | Кад се ови зидови уруше                | Паскал Шаро и Арно Делор | Алекс Ји                     | 13. новембар 2021. |
| Део |   |                                        |                          |                              |                    |
| 7   | 7 | Дечак спаситељ                         | Паскал Шаро и Арно Делор | Ник Ладингтон                | 20. новембар 2021. |
| 8   | 8 | Уље и вода                             | Паскал Шаро и Арно Делор | Бен Сент Џон и Моли Сент Џон | 20. новембар 2021. |
| 9   | 9 | Чудовиште које си створила             | Паскал Шаро и Арно Делор | Кристијан Линке и Алекс Ји   | 20. новембар 2021. |

### 2. сезона (2024)
| Део |   |                                      |                                                     |                                 |                    |
| 10  | 1 | Тешка је круна                       | Арно Делор, Барт Манури, Паскал Шаро и Етјен Матера | Аманда Овертон                  | 9. новембар 2024.  |
| 11  | 2 | Гледај како све гори                 | Арно Делор, Барт Монори и Маријета Рен              | Ник Ладингтон                   | 9. новембар 2024.  |
| 12  | 3 | Коначно си ми погодила име           | Арно Делор, Барт Монори и Кристела Абграл           | Хенри Џоунс                     | 9. новембар 2024.  |
| Део |   |                                      |                                                     |                                 |                    |
| 13  | 4 | Плава                                | Арно Делор, Барт Монори и Маријета Рен              | Грејам Макнил                   | 16. новембар 2024. |
| 14  | 5 | Жуљеви и камен                       | Арно Делор и Барт Монори                            | Кристина Фелске и Ђована Саркис | 16. новембар 2024. |
| 15  | 6 | Порука скривена у обрасцима понашања | Арно Делор и Барт Монори                            | Алекс Ји                        | 16. новембар 2024. |
| Део |   |                                      |                                                     |                                 |                    |
| 16  | 7 | Замисли да је први пут               | Арно Делор и Барт Монори                            | Аманда Овертон                  | 23. новембар 2024. |
| 17  | 8 | Зачарани круг убијања                | Арно Делор и Барт Монори                            | Алекс Ји и Аманда Овертон       | 23. новембар 2024. |
| 18  | 9 | Прљавштина испод ноктију             | Арно Делор и Барт Монори                            | Алекс Ји и Кристијан Линке      | 23. новембар 2024. |